# داوید انریکس
داوید انریکس (اسپانیایی: David Henríquez‎؛ زادهٔ ۱۲ ژوئیهٔ ۱۹۷۷) بازیکن سابق فوتبال اهل شیلی است.

## باشگاهی
از باشگاه‌هایی که در آن بازی کرده‌است می‌توان به باشگاه فوتبال کولو-کولو و باشگاه فوتبال بیرامار اشاره کرد.

## تیم ملی
وی همچنین در تیم ملی فوتبال شیلی بازی کرده‌است.